# Burckella sorei
Burckella sorei là một loài thực vật thuộc họ Sapotaceae. Loài này có ở Papua New Guinea và quần đảo Solomon. Chúng hiện đang bị đe dọa vì mất nơi sống.